# فلورنسا ستانلي
فلورنسا ستانلي (بالإنجليزية: Florence Stanley)‏ هي ممثلة أمريكية، ولدت في 1 يوليو 1924 بشيكاغو في الولايات المتحدة، وتوفيت في 3 أكتوبر 2003 بلوس أنجلوس في الولايات المتحدة.

## أعمال

### أفلام
- (1995) مغامرات بندق[3][4][5]
- (2001)  الإمبراطورية المفقودة
- (2003) عودة أطلنطس

## وصلات خارجية
- فلورنسا ستانلي على موقع IMDb (الإنجليزية)
- فلورنسا ستانلي على موقع روتن توميتوز (الإنجليزية)
- فلورنسا ستانلي على موقع ألو سيني (الفرنسية)
- فلورنسا ستانلي على موقع أول موفي (الإنجليزية)
- فلورنسا ستانلي على موقع قاعدة بيانات برودواي على الإنترنت (الإنجليزية)
- فلورنسا ستانلي على موقع قاعدة بيانات الأفلام السويدية (السويدية)
- فلورنسا ستانلي على موقع إن إن دي بي (الإنجليزية)
- فلورنسا ستانلي على موقع قاعدة بيانات الفيلم (الإنجليزية)
- فلورنسا ستانلي على موقع كينوبويسك (الروسية)